# فرنسيس ر. لونغ
فرنسيس ر. لونغ (بالإنجليزية: Francis R. Long)‏ هو سياسي أمريكي، ولد في 19 مايو 1812، وتوفي في 22 يونيو 1881.